# Минтал, Марек
Ма́рек Ми́нтал (словац. Marek Mintál; род. 2 сентября 1977, Жилина, Среднесловацкий край) — словацкий футболист, нападающий, участник летних Олимпийских игр 2000 года. Помощник главного тренера в сборной Словакии.

## Игровая карьера

### Клубная
Свою футбольную карьеру Минтал начинал в составе родной «Жилины», он занимался в клубе с 12 лет и получил среднее образование в училище округа Битчица. В начале 2000-х «Жилина» стала лидером словацкого футбола. В сезонах 2001/02 и 2002/03 Минтал вместе с командой становился чемпионом страны, при этом сам Марек оба раза становился лучшим бомбардиром. Успешная игра Минтала не осталась незамеченной европейскими скаутами. Летом 2003 года словацкого форварда за 400 тыс. € купил немецкий «Нюрнберг».
Уже в первом же сезоне, проведённом в составе немецкого клуба, Минтал забил 18 голов, что стало одним из ключевых моментов в победе «Нюрнберга» во второй Бундеслиге. В сезоне 2004/05 Марек стал лучшим бомбардиром первой Бундеслиги, забив 24 гола. В следующем сезоне от Минтала ожидали повторения своего результата, но череда тяжёлых травм позволила Мареку сыграть за весь чемпионат всего четыре матча. Несколько сезонов понадобилось Минталу, чтобы вновь начать много забивать. В 2009 году Минтал, забив 16 голов, вместе с ещё двумя футболистами, во второй раз в карьере становится лучшим бомбардиром второй Бундеслиги.
В июле 2012 года Минтал на правах свободного агента перешёл в «Ганзу». Отыграв здесь один сезон, по итогам которого «Ганза» вылетела в третью лигу, Минтал вернулся в «Нюрнберг». Проведя один сезон во второй команде в качестве играющего тренера, Минтал принял решение завершить свою футбольную карьеру и сосредоточиться на тренерской деятельности.

### Сборная
В 2000 году главный тренер молодёжной сборной Словакии Душан Радольский пригласил Минтала для участия в летних Олимпийских играх 2000 года в Сиднее. В рамках олимпийского турнира Минтал лишь раз вышел на поле, а сама сборная Словакии провалила Игры, заняв последнее место в группе.
Дебют во взрослой команде у Минтала состоялся 6 февраля 2002 года, когда Марек на 46-й минуте товарищеского матча со сборной Ирана вышел на поле, заменив Любомира Талда. В этом же матче Минтал забил и свой первый мяч в футболке национальной сборной, отличившись на 67-й минуте. Всего же за сборную Минтал провёл 45 игр, в которых забил 14 мячей. Свой последний матч в футболке национальной сборной Минтал провёл 28 марта 2009 года против сборной Англии.

## Тренерская карьера
Завершив игровую карьеру Минтал остался в клубной системе «Нюрнберга». Несколько лет он работал ассистентом главного тренера, а с 2015 года стал тренером в юношеской команде, составленной из игроков не старше 19 лет.

## Достижения
Командные
 Жилина
- Чемпион Словакии (2): 2001/02, 2002/03
- Обладатель Суперубка Словакии: 2003

 Нюрнберг
- Обладатель Кубка Германии: 2006/07
- Победитель второй Бундеслиги: 2003/04

Личные
 Словакия
- Футболист года в Словакии (2): 2004, 2005
- Футболист десятилетия в Словакии: 2009

 Жилина
- Лучший бомбардир чемпионата Словакии (2): 2001/02, 2002/03

 Нюрнберг
- Лучший бомбардир чемпионата Германии: 2004/05
- Лучший бомбардир второй Бундеслиги (2): 2003/04, 2008/09
- Символическая сборная «Нюрнберга» всех времён: 2010[10]